# Adhesión de Kosovo a la Unión Europea
El acceso de Kosovo a la Unión Europea afronta múltiples obstáculos en el desarrollo de las negociaciones bilaterales. El principal es el hecho de que varios Estados miembros de la Unión Europea, que tendrían que ratificar su eventual acceso a la organización, no lo reconocen como estado. Así en 2024 solo 22 de los 27 miembros de la Unión reconocían a Kosovo como un estado independiente. Sin embargo, Kosovo es considerado oficialmente como un «candidato potencial» a entrar en la Unión, y se le atribuye una «perspectiva europea» por parte del Consejo de la Unión Europea.
Según se confirmó en la cumbre de Tesalónica de junio de 2003, Kosovo esta firmemente ligado al marco del proceso de estabilización y asociación, la política de la UE que se aplica a los Balcanes que está diseñada para preparar candidaturas potenciales al ingreso en la UE. Consecuentemente las Instituciones Provisionales de autogobierno de Kosovo adoptaron en 2006 un Plan de Acción para la puesta en práctica la membresía europea. 
Tras la conclusión en 2013, de un acuerdo entre Serbia y Kosovo (el «Acuerdo de Bruselas») para normalizar sus relaciones, el Consejo Europeo decidió abrir las negociaciones para la celebración de un Acuerdo de estabilización y asociación (AEA) con Kosovo, que entró en vigor en 2016. El ingreso de Kosovo en la Unión —al igual que el de Serbia— esta ligado al diálogo entre estos dos países que debería desembocar en un acuerdo jurídicamente vinculante sobre la normalización de sus relaciones bilaterales.

## Reconocimiento internacional de la independencia de Kosovo
El reconocimiento internacional de Kosovo es el proceso de reconocimiento de Kosovo como Estado independiente, producido tras la declaración de independencia de Kosovo de Serbia, que se promulgó el domingo 17 de febrero de 2008 por la Asamblea de Kosovo por unanimidad, pero en el que no estuvieron los 11 representantes de la minoría serbia, que boicotearon el proceso. La reacción internacional fue dispar y la comunidad mundial continúa dividida sobre la cuestión del reconocimiento internacional de Kosovo.
Hasta marzo de 2025, 103 Estados miembros de las Naciones Unidas han reconocido a la República de Kosovo como un estado independiente. También lo han hecho otros cuatro estados o entidades soberanas que no son miembros de la ONU. Sin embargo, hasta marzo de 2020, 12 Estados miembros de la ONU habían retirado el reconocimiento de la República de Kosovo.

## Presencia de la Unión Europea en Kosovo
El EULEX (European Union Rule of Law Mission in Kosovo; misión civil de la Unión Europea (UE) en Kosovo para el imperio de la ley) es la misión civil más grande jamás lanzada bajo la Política Común de Seguridad y Defensa (PCSD) de la Unión Europea. EULEX apoya a las instituciones del estado de derecho de Kosovo en su camino hacia una mayor eficacia, sostenibilidad, multietnicidad y rendición de cuentas, sin interferencias políticas y en pleno cumplimiento de las normas internacionales de derechos humanos y las mejores prácticas europeas a través de actividades de supervisión y funciones ejecutivas limitadas con el objetivo de traspasar las tareas restantes a otros instrumentos de la UE a largo plazo y eliminar gradualmente las funciones ejecutivas residuales. El mandato de la Misión cubría el período hasta el 14 de junio de 2020 sobre la base de la Decisión del Consejo CFSP 2018/856 y se prorrogó hasta el 14 de junio de 2021 mediante la Decisión del Consejo CFSP 2020/792. EULEX trabaja en el marco de la Resolución 1244 del Consejo de Seguridad de la ONU.
La UE ha intentado liderar el proceso de Kosovo, si bien se ha visto dividida en cuanto al reconocimiento de su independencia sin la aprobación internacional ni de Serbia. El acuerdo era visto como una forma de asegurar la unidad de la organización Europea en la cuestión, si bien la Presidencia del Consejo anunció que no abarcaría la postura en cuanto al reconocimiento de la independencia. La Unión ha expresado que su misión se basará legalmente en la Resolución 1244, que introdujo el gobierno internacional de Kosovo en 1999. En cualquier caso, la fuerza de la Unión Europea no ha recibido un nuevo mandato del Consejo de Seguridad ante la oposición de Rusia, que bloqueó la transferencia de la sede de las Naciones Unidas a la misión de la Unión Europea. Serbia también considera la misión como un reconocimiento de la Unión Europea a la independencia de Kosovo.

## Estrategia para los Balcanes Occidentales
La Estrategia para los Balcanes Occidentales (también conocida como "Una perspectiva de ampliación creíble y un mayor compromiso de la Unión Europea con los Balcanes Occidentales") es una política seguida por la Unión Europea con sus socios y candidatos a la adhesión en la región occidental de la Península Balcánica. Anunciada por el presidente de la Comisión Europea, Jean-Claude Juncker, en su discurso sobre el estado de la Unión de 2017, esta política reúne los objetivos de la estrategia global para la Política Común de Seguridad y Defensa de la Unión Europea (PCSD) y la política de ampliación específica para los Estados de esta región.
El subgrupo regional de los Balcanes Occidentales está compuesto por cinco de los nueve estados candidatos (Albania, Bosnia y Herzegovina, Macedonia del Norte, Montenegro y Serbia) y Kosovo, que solo tiene el estatus de candidato potencial. Cada uno de estos estados ha firmado un Acuerdo de estabilización y asociación con la UE para facilitar su aproximación a las normas de la UE (criterios de Copenhague y eventual acervo comunitario).
Por los efectos derivados de la guerra ruso-ucraniana, los Balcanes Occidentales han adquirido mayor importancia geopolítica. Así, desde 2022 ha habido un replanteamiento de la relación bilateral y las instituciones europeas ha manifestado un interés por estabilizar la región y evitar conflictos que obliguen a desviar el foco de su respuesta a la invasión rusa de Ucrania. En consecuencia, la percepción de Rusia como un agresor ha ejercido de catalizador para reestructurar la política de ampliación de la UE. Este impulso ha implicado un cambio de paradigma respecto al rumbo tomado en 2014 cuando la Comisión Europea oficializó la parálisis de los procesos de adhesión en un momento de creciente contestación del relato europeo que fue conocido como la «fatiga europea». No obstante, la asertividad de la Comisión ha cambiado desde el final del mandato de Juncker y, sobre todo, a partir del mandato de Ursula von der Leyen.
Sin embargo, varios gobiernos de la UE —incluyendo el Eje Alemania-Francia— han considerado que la entrada de nuevos socios hace necesaria una reforma de la UE, y han expresado su preocupación, no solo sobre cómo proceder para garantizar la adhesión de nuevos Estados miembros sin que las instituciones pierdan eficacia, sino también por los insuficientes avances en las reformas de los candidatos. Y es que durante una década estas candidaturas —en diferentes fases de proceso— estuvieron marcadas por el inmovilismo y los vetos de los gobiernos de los Estados miembros, lo que incrementó el escepticismo en torno a una ampliación hacia la región.
Antes de finalizar el proceso de ampliación existen aspectos decisivos que tratar como la repartición del poder político derivado del aumento demográfico de la UE, cómo redistribuir los fondos de cohesión o cómo lograr consensos y unidad de acción cuando los Estados miembros superen la treintena, habida cuenta de los problemas existentes para alcanzar la unanimidad, sobre todo en materias como la fiscalidad o la PCSD. El sistema de mayoría cualificada en la Unión Europea que rige las votaciones en el Consejo de ministros requiere los votos del 55 % de los Estados miembros que representen a una mayoría del 65 % de la población de la Unión.

## Acuerdo de estabilización y asociación
Los acuerdos de estabilización y asociación forman parte del Proceso de Estabilización y Asociación de la UE (PEA) y de la Política Europea de Vecindad (PEV). En la actualidad, los países y territorios de los Balcanes Occidentales son el foco del PEA. Se han implementado en específico Acuerdos de Estabilización y Asociación (AEA) con varios países y territorios balcánicos que incluyen explícitamente disposiciones para la futura adhesión a la UE del país involucrado. Los AEA son similares en principio a los Acuerdos Europeos firmados con los países de Europa Central y Oriental en la década de 1990 y al Acuerdo de Asociación con Turquía.
Los Acuerdos de Estabilización y Asociación se basan principalmente en el acervo comunitario de la UE y se basan en su promulgación en la legislación de los estados y territorios cooperantes. La profundidad de la armonización de políticas que esperan los Acuerdos de Estabilización y Asociación es menor que para los Estados miembros de la UE; algunas áreas de política en el Acervo pueden no estar cubiertas por un Acuerdos de Estabilización y Asociación determinado.
Las relaciones de la UE con los estados y territorios de los Balcanes Occidentales pasaron de las "Relaciones Externas" al segmento de políticas de "Ampliación" en 2005. Desde 2015, Albania, Macedonia del Norte, Montenegro y Serbia son reconocidos oficialmente como candidatos para la membresía. Bosnia y Herzegovina y Kosovo no son reconocidos como países candidatos, sino como posibles candidatos.
A partir de abril de 2016, Albania, Bosnia y Herzegovina, Kosovo, Macedonia del Norte, Montenegro y Serbia tienen Acuerdo de Estabilización y Asociación en vigor. Anteriormente, Croacia tenía Acuerdo de Estabilización y Asociación, pero caducaría cuando se adhirieron a la UE en 2013.

## Unión monetaria
Como Montenegro, Kosovo de forma unilateral adoptó el Marco alemán como divisa estatal en noviembre de 1999 y cambió al Euro cuando este fue adoptado en 2002.